# Abdoul Karim Traoré
Abdoul Karim Traoré (11 gennaio 2005) è un calciatore maliano, centrocampista dell'Al-Ain.

## Caratteristiche tecniche
È un centrocampista difensivo dotato di grande resistenza.

## Carriera
Cresciuto nel settore giovanile dell'Al-Ain, ha debuttato in prima squadra il 30 agosto 2023 nell'incontro di Coppa di Lega vinto 5-0 contro l'Al-Bataeh; ha segnato il suo primo gol il 19 ottobre seguente, sempre in suddetta competizione, contro l'Al-Nasr. Ha concluso la stagione con la vittoria della AFC Champions League (a cui ha contribuito con 3 presenze), venendo poi riconfermato in rosa anche per l'intera stagione 2024-2025.

## Statistiche

### Presenze e reti nei club
| Stagione        | Squadra         | Campionato      | Campionato | Campionato | Coppe nazionali | Coppe nazionali | Coppe nazionali | Coppe continentali | Coppe continentali | Coppe continentali | Altre coppe | Altre coppe | Altre coppe | Totale | Totale | Totale |
| Stagione        | Squadra         | Comp            | Pres       | Reti       | Comp            | Pres            | Reti            | Comp               | Pres               | Reti               | Comp        | Pres        | Reti        | Pres   | Reti   |        |
| --------------- | --------------- | --------------- | ---------- | ---------- | --------------- | --------------- | --------------- | ------------------ | ------------------ | ------------------ | ----------- | ----------- | ----------- | ------ | ------ | ------ |
| 2023-2024       | Al-Ain          | PL              | 19         | 1          | CUAE+CdL        | 1+5             | 0+1             | ACL                | 3                  | 0                  | -           | -           | -           | 28     | 2      |        |
| 2024-2025       | Al-Ain          | PL              | 23         | 1          | CUAE+CdL        | 2+4             | 0               | ACL                | 6                  | 0                  | CI+CmC      | 2+0         | 0           | 37     | 1      |        |
| Totale carriera | Totale carriera | Totale carriera | 42         | 2          |                 | 12              | 1               |                    | 9                  | 0                  |             | 2           | 0           | 65     | 3      |        |

## Palmarès

### Club

#### Competizioni internazionali
- AFC Champions League: 1

Al-Ain: 2023-2024